# Vitorlázás a 2024. évi nyári olimpiai játékokon
A 2024. évi nyári olimpiai játékokon a vitorlázás versenyeit július 28. és augusztus 8. között rendezték meg. Összesen 10 versenyszámban avattak olimpiai bajnokot.

## Éremtáblázat
(A táblázatokban a rendező nemzet sportolói eltérő háttérszínnel, az egyes számoszlopok legmagasabb értéke vagy értékei vastagítással kiemelve.)
| A 2024. évi nyári olimpiai játékok éremtáblázata vitorlázásban | A 2024. évi nyári olimpiai játékok éremtáblázata vitorlázásban | A 2024. évi nyári olimpiai játékok éremtáblázata vitorlázásban | A 2024. évi nyári olimpiai játékok éremtáblázata vitorlázásban | A 2024. évi nyári olimpiai játékok éremtáblázata vitorlázásban | Olimpia  |
| -------------------------------------------------------------- | -------------------------------------------------------------- | -------------------------------------------------------------- | -------------------------------------------------------------- | -------------------------------------------------------------- | -------- |
|                                                                | Ország                                                         | Arany                                                          | Ezüst                                                          | Bronz                                                          | Összesen |
| 1.                                                             | Hollandia (NED)                                                | 2                                                              | 0                                                              | 2                                                              | 4        |
| 2.                                                             | Ausztria (AUT)                                                 | 2                                                              | 0                                                              | 0                                                              | 2        |
| 2.                                                             | Olaszország (ITA)                                              | 2                                                              | 0                                                              | 0                                                              | 2        |
| 4.                                                             | Ausztrália (AUS)                                               | 1                                                              | 1                                                              | 0                                                              | 2        |
| 4.                                                             | Izrael (ISR)                                                   | 1                                                              | 1                                                              | 0                                                              | 2        |
| 6.                                                             | Nagy-Britannia (GBR)                                           | 1                                                              | 0                                                              | 1                                                              | 2        |
| 7.                                                             | Spanyolország (ESP)                                            | 1                                                              | 0                                                              | 0                                                              | 1        |
|                                                                |                                                                |                                                                |                                                                |                                                                |          |
| 8.                                                             | Franciaország (FRA)                                            | 0                                                              | 1                                                              | 1                                                              | 2        |
| 8.                                                             | Svédország (SWE)                                               | 0                                                              | 1                                                              | 1                                                              | 2        |
| 8.                                                             | Új-Zéland (NZL)                                                | 0                                                              | 1                                                              | 1                                                              | 2        |
| 11.                                                            | Argentína (ARG)                                                | 0                                                              | 1                                                              | 0                                                              | 1        |
| 11.                                                            | Ciprus (CYP)                                                   | 0                                                              | 1                                                              | 0                                                              | 1        |
| 11.                                                            | Dánia (DEN)                                                    | 0                                                              | 1                                                              | 0                                                              | 1        |
| 11.                                                            | Japán (JPN)                                                    | 0                                                              | 1                                                              | 0                                                              | 1        |
| 11.                                                            | Szlovénia (SLO)                                                | 0                                                              | 1                                                              | 0                                                              | 1        |
|                                                                |                                                                |                                                                |                                                                |                                                                |          |
| 16.                                                            | Egyesült Államok (USA)                                         | 0                                                              | 0                                                              | 1                                                              | 1        |
| 16.                                                            | Norvégia (NOR)                                                 | 0                                                              | 0                                                              | 1                                                              | 1        |
| 16.                                                            | Peru (PER)                                                     | 0                                                              | 0                                                              | 1                                                              | 1        |
| 16.                                                            | Szingapúr (SGP)                                                | 0                                                              | 0                                                              | 1                                                              | 1        |
|                                                                |                                                                |                                                                |                                                                |                                                                |          |
| Összesen                                                       | Összesen                                                       | 10                                                             | 10                                                             | 10                                                             | 30       |

## Érmesek

### Férfi
| A 2024. évi nyári olimpiai játékok érmesei férfi vitorlázásban |                                               |                                               |                                              |
| Versenyszám                                                    | Arany                                         | Ezüst                                         | Bronz                                        |
| IQFoil (Szörfvitorlázás)                                       | Tom Reuveny · Izrael (ISR)                    | Grae Morris · Ausztrália (AUS)                | Luuc van Opzeeland · Hollandia (NED)         |
| ILCA 7 (Laser)                                                 | Matthew Wearn · Ausztrália (AUS)              | Pávlosz Kondídisz · Ciprus (CYP)              | Stefano Peschiera · Peru (PER)               |
| Formula kite                                                   | Valentin Bontus · Ausztria (AUT)              | Toni Vodišek · Szlovénia (SLO)                | Maximilian Maeder · Szingapúr (SGP)          |
| 49er osztály                                                   | Spanyolország · Diego Botín · Florián Trittel | Új-Zéland · Isaac McHardie · William McKenzie | Egyesült Államok · Ian Barrows · Hans Henken |

### Női
| A 2024. évi nyári olimpiai játékok érmesei női vitorlázásban |                                               |                                             |                                                 |
| Versenyszám                                                  | Arany                                         | Ezüst                                       | Bronz                                           |
| IQFoil (Szörfvitorlázás)                                     | Marta Maggetti · Olaszország (ITA)            | Sharon Kantor · Izrael (ISR)                | Emma Wilson · Nagy-Britannia (GBR)              |
| ILCA 6 (Laser radial)                                        | Marit Bouwmeester · Hollandia (NED)           | Anne-Marie Rindom · Dánia (DEN)             | Line Flem Høst · Norvégia (NOR)                 |
| Formula kite                                                 | Eleanor Aldridge · Nagy-Britannia (GBR)       | Lauriane Nolot · Franciaország (FRA)        | Annelous Lammerts · Hollandia (NED)             |
| 49erFX osztály                                               | Hollandia · Odile van Aanholt · Annette Duetz | Svédország · Vilma Bobeck · Rebecca Netzler | Franciaország · Sarah Steyaert · Charline Picon |

### Vegyes
| A 2024. évi nyári olimpiai játékok érmesei vitorlázásban |                                             |                                             |                                               |
| Versenyszám                                              | Arany                                       | Ezüst                                       | Bronz                                         |
| Nacra 17                                                 | Olaszország · Caterina Banti · Ruggero Tita | Argentína · Eugenia Bosco · Mateo Majdalani | Új-Zéland · Erica Dawson · Micah Wilkinson    |
| 470-es osztály                                           | Ausztria · Lukas Mähr · Lara Vadlau         | Japán · Josioka Miho · Okada Keidzsu        | Svédország · Anton Dahlberg · Lovisa Karlsson |